# غراند سلام (غولف)
في لعبة الغولف، الفوز بجميع البطولات الكبرى في نفس العام التقويمي يشكل بطولة غراند سلام (بالإنجليزية: Grand Slam). إن بطولة الغراند سلام الحديثة (الاحترافية) تعني الفوز ببطولة المفتوحة، وبطولة الولايات المتحدة المفتوحة ‏، وبطولة بي جي إيه، وبطولة الماسترز في نفس العام. قبل ظهور بطولات الغولف الاحترافية، تم تحقيق بطولة غراند سلام في عام 1930 عندما فاز بوبي جونز بالبطولات الأربع الكبرى في ذلك العصر: بطولة الهواة ‏، وبطولة المفتوحة، وبطولة الولايات المتحدة المفتوحة، وبطولة الولايات المتحدة للهواة ‏.
تتضمن الاختلافات بطولة غراند سلام المهنية (بالإنجليزية: Career Grand Slam)، والتي تتضمن الفوز بجميع البطولات الكبرى خلال مسيرة اللاعب. لقد نجح ستة من لاعبي الغولف في تحقيق هذا الأمر: جين سارازين ‏، وبين هوجان، وجاري بلاير، وجاك نيكلاوس، وتايجر وودز، وروري ماكلروي. لم يتمكن وودز من الفوز بجميع الألقاب الأربعة الكبرى في نفس الوقت إلا مرة واحدة في عامي 2000 و2001، وأصبح يُعرف باسم تايغر سلام (بالإنجليزية: Tiger Slam). حقق تومي أرمور ‏ ووالتر هاجن إنجازًا كبيرًا في مسيرتهما الاحترافية قبل عصر الماسترز، وذلك بفوزهما بالبطولة المفتوحة وبطولة أمريكا المفتوحة وبطولة بي جي إيه بالإضافة إلى أكبر ثلاث بطولات أخرى في ذلك الوقت.

## الغولف للرجال

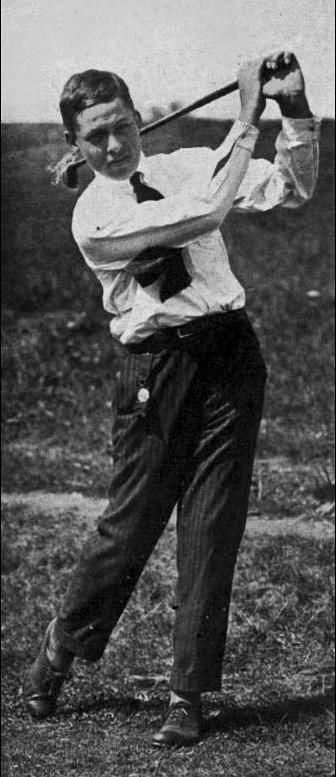
بوبي جونز، الذي فاز ببطولة غراند سلام في عام 1930 قبل عصر الماسترز، هو لاعب الغولف الوحيد الذي فاز بأربع بطولات كبرى في نفس العام.

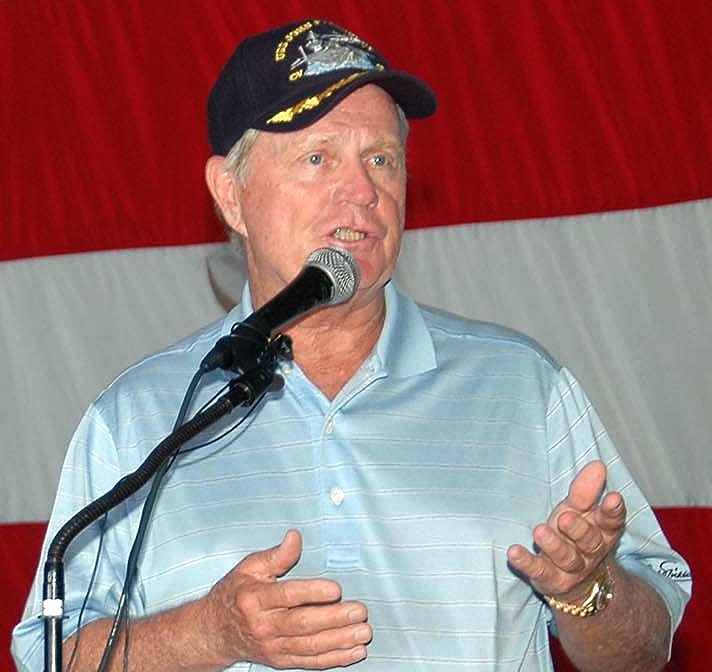
فاز جاك نيكلاوس ببطولة غراند سلام ثلاث مرات.

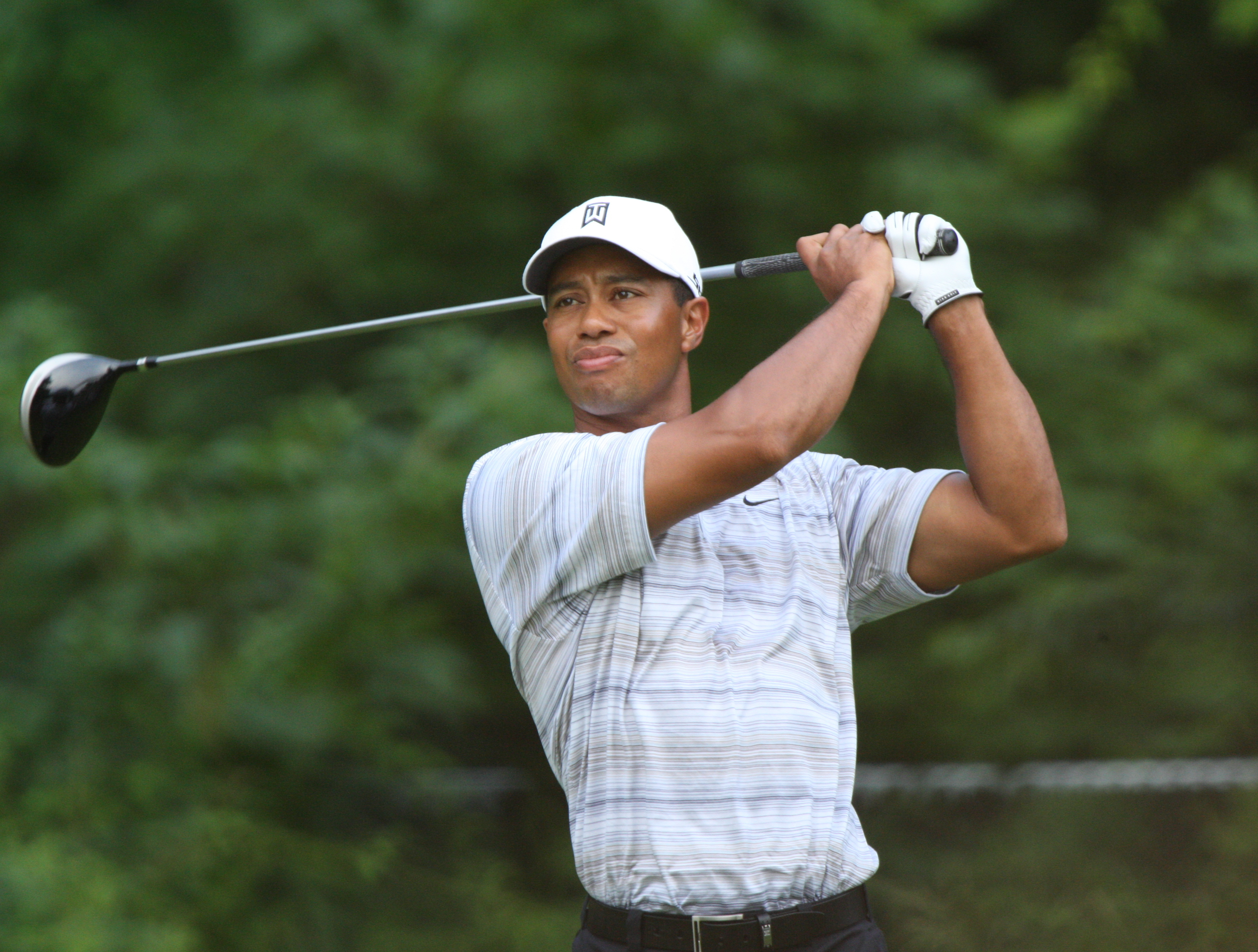
فاز تايغر وودز ببطولة غراند سلام ثلاث مرات.

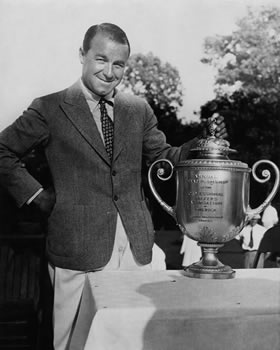
فاز ببطولة غراند سلام في مسيرته المهنية.

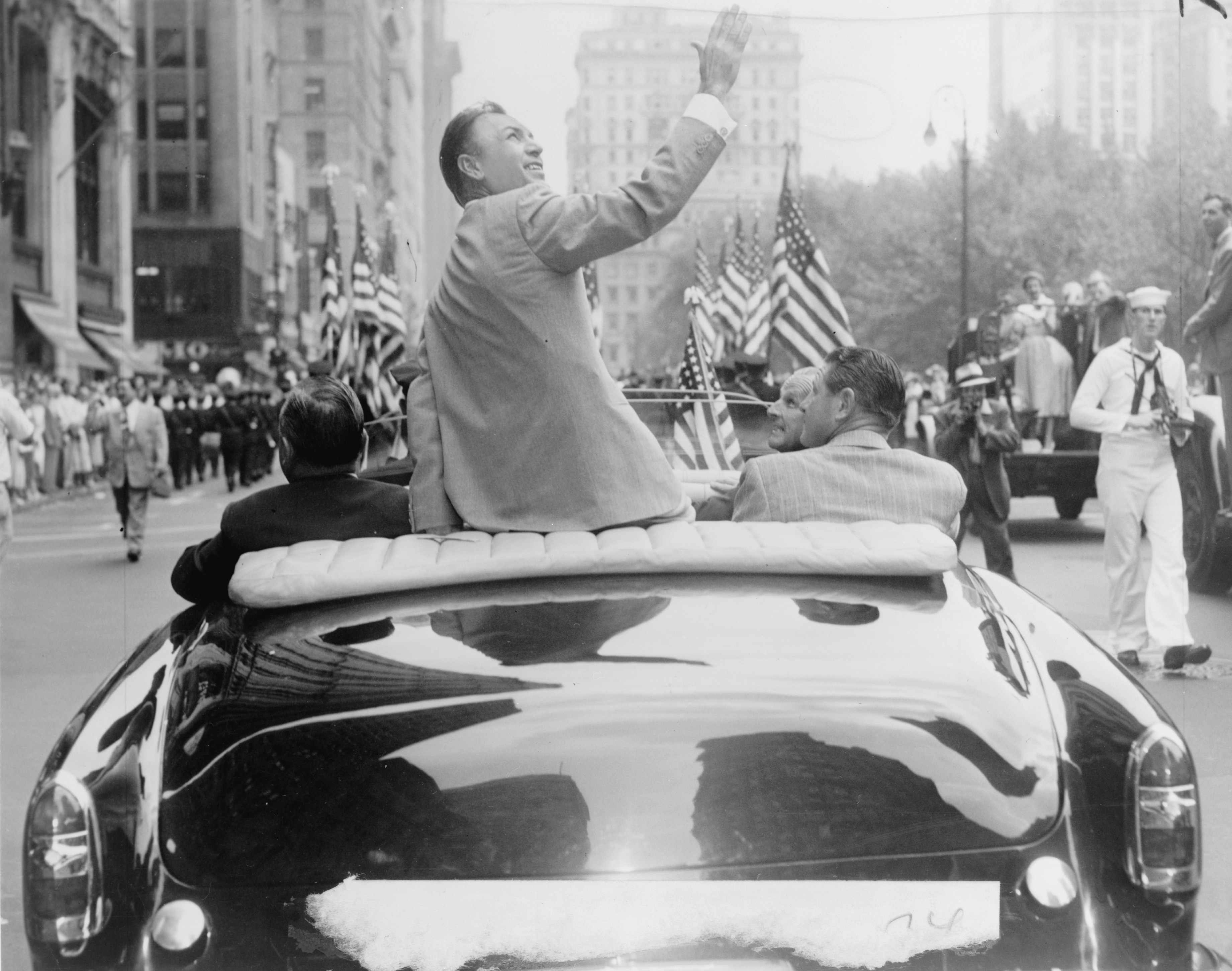
فاز بين هوجان ببطولة غراند سلام في مسيرته المهنية.

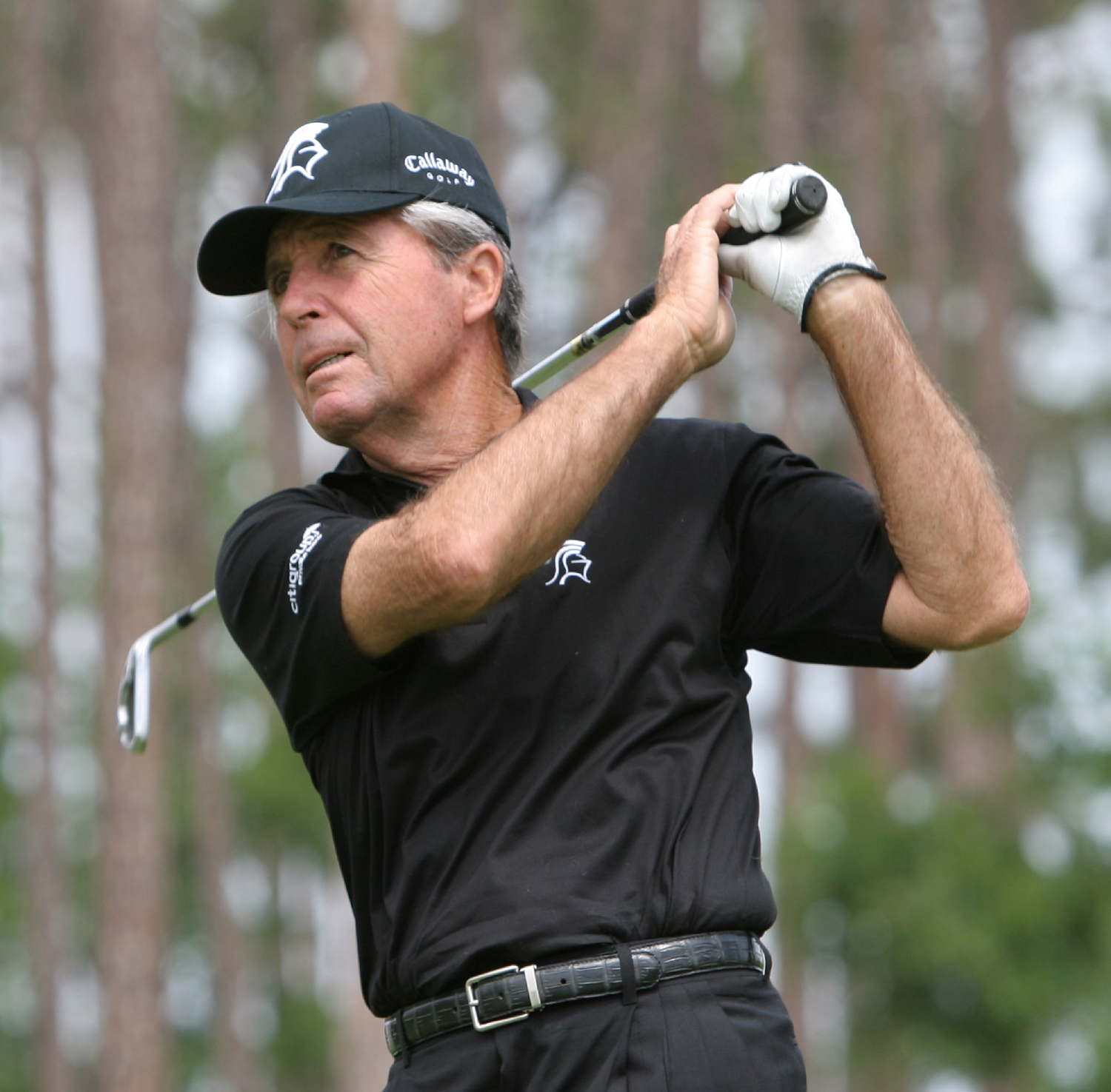
فاز جاري بلاير ببطولة غراند سلام في مسيرته المهنية.

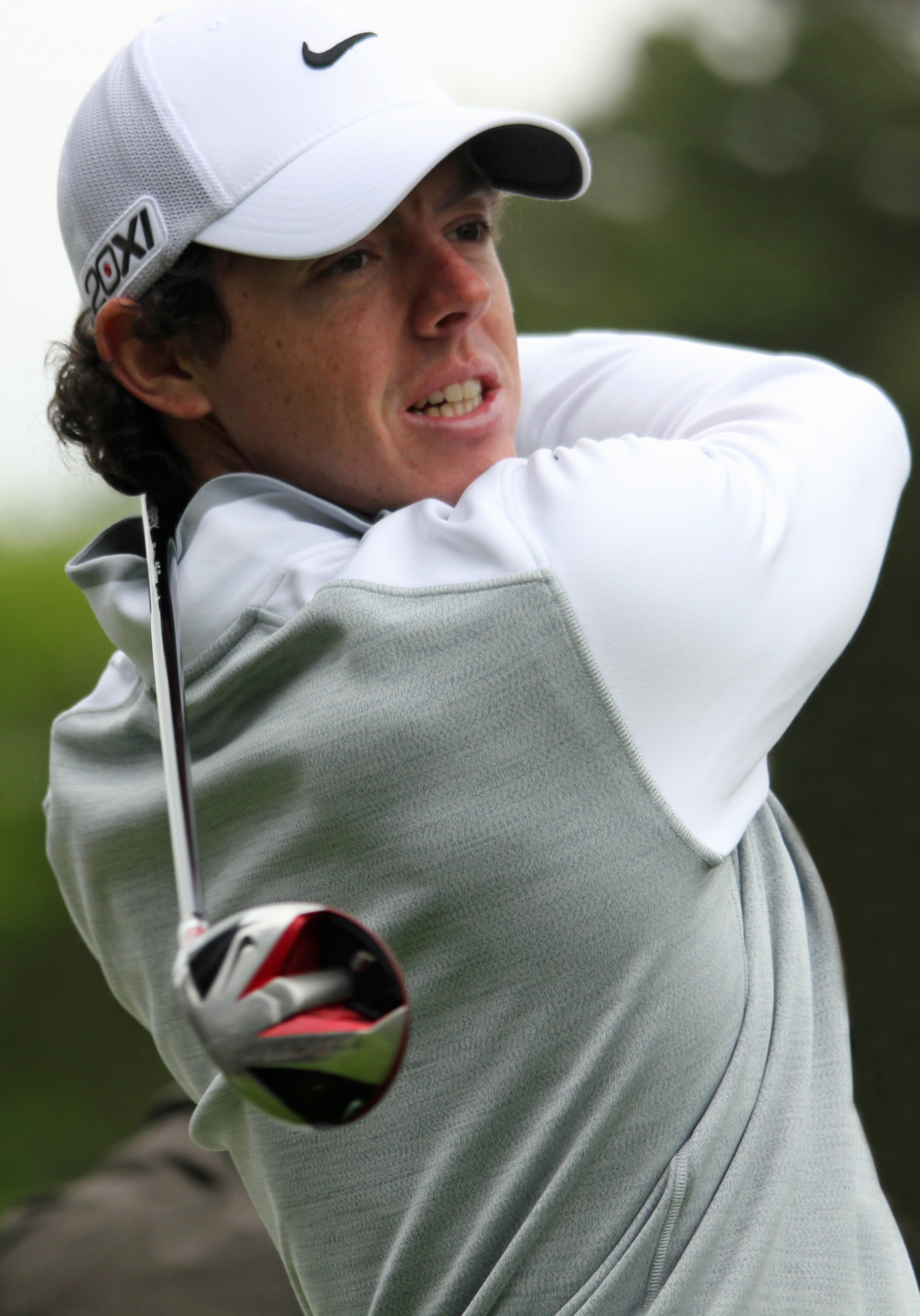
فاز روري ماكلروي ببطولة غراند سلام في مسيرته المهنية.

«الغراند سلام» في رياضة الغولف للرجال هو مصطلح غير رسمي للفوز بجميع البطولات الأربع الكبرى في نفس العام.
في العصر الحديث، تتطلب البطولات الأربع الكبرى الفوز في أربع بطولات في سنة تقويمية واحدة (مدرجة حسب ترتيب اللعب الحالي):
1. بطولة الماسترز، التي أقيمت في الأسبوع المنتهي في الأحد الثاني من أبريل – استضافتها واستضافتها نادي أوغوستا الوطني للغولف
2. بطولة بي جي إيه (المعروفة أيضًا باسم «بطولة بي جي إيه الأمريكية» أو «يو إس بي جي إيه»)، تقام في الأسبوع المنتهي في الأحد الثالث من شهر مايو، قبل أسبوع واحد من عطلة نهاية الأسبوع التذكارية – تستضيفها رابطة محترفي الجولف الأمريكية وتُلعب في مواقع مختلفة في الولايات المتحدة. قبل عام 2019، كان المهرجان يقام في منتصف أغسطس، قبل ثلاثة أسابيع من عطلة نهاية الأسبوع بمناسبة عيد العمال.
3. بطولة الولايات المتحدة المفتوحة للغولف  [لغات أخرى]‏، تقام في الأسبوع المنتهي في الأحد الثالث من شهر يونيو – تستضيفها رابطة الغولف الأمريكية وتقام في مواقع مختلفة في الولايات المتحدة.
4. بطولة الغولف المفتوحة (وتسمى أحيانًا «بطولة بريطانية المفتوحة» خارج المملكة المتحدة) تقام في الأسبوع الذي يحتوي على الجمعة الثالثة من شهر يوليو – تستضيفها آر & إيه  [لغات أخرى]‏ وتلعب دائمًا على ملعب في أحد المواقع المحددة مسبقًا في المملكة المتحدة على أساس التناوب.

قبل إنشاء بطولة الماسترز، كانت البطولات الوطنية للهواة في الولايات المتحدة والمملكة المتحدة تعتبر بطولات كبرى. خلال تلك الحقبة السابقة، كانت بطولة غراند سلام تتألف من انتصارات متتالية في بطولة الولايات المتحدة للهواة ‏، وبطولة الهواة ‏ (البريطانية للهواة) بالإضافة إلى بطولة الولايات المتحدة المفتوحة وبطولة المفتوحة.
تم تطبيق مصطلح غراند سلام لأول مرة على إنجاز بوبي جونز بالفوز بأربع بطولات غولف رئيسية عام 1930 مفتوحة للهواة: بطولة المفتوحة (تضم المحترفين والهواة)، وبطولة الولايات المتحدة المفتوحة ‏ (تضم المحترفين والهواة)، وبطولة الولايات المتحدة للهواة ‏ (تضم الهواة فقط)، وبطولة بريطانيا للهواة ‏ (تضم الهواة فقط). وعندما فاز جونز بالبطولات الأربع، بحث عالم الرياضة عن طرق لالتقاط حجم إنجازه. حتى ذلك الوقت، لم يكن هناك مصطلح لوصف مثل هذا الإنجاز، لأن أحداً لم يعتقد أنه ممكن. أطلق عليها أو بي كيلر من صحيفة أتلانتا جورنال «غراند سلام»، مستعيرًا مصطلح الجسر. كتب جورج تريفور من صحيفة نيويورك صن أن جونز «اقتحم رباعية الغولف المنيعة». سيكتب كيلر لاحقًا الكلمات التي ستُربط إلى الأبد بأحد أعظم الإنجازات الفردية في تاريخ الرياضة:

هذا الفوز، وهو اللقب الكبير الرابع في نفس الموسم وفي غضون أربعة أشهر، قد رسّخ الآن وإلى الأبد بوبي جونز بأمان داخل ”رباعية الغولف المنيعة“، تلك القلعة الجرانيتية التي يستطيع وحده أن يستولي عليها بالتصعيد، وقد يهاجمها الآخرون عبثًا، إلى الأبد.
خلال هذه الحقبة، كان هناك حديث أيضًا عن بطولة غراند سلام احترافية، والتي تتألف من البطولتين الرئيسيتين المفتوحتين، إلى جانب بطولة بي جي إيه والبطولات الثلاث الأكبر التالية: بطولة كندا المفتوحة ‏، وبطولة ويسترن المفتوحة ‏، وبطولة متروبوليتان المفتوحة ‏. تم تحقيق هذا الإنجاز الكبير الاحترافي خلال مسيرتهما المهنية من قبل تومي أرمور ‏ ووالتر هاجن، حيث أكملا ذلك في عام 1931.
لم يكن من الممكن تطبيق التعريف الحديث للبطولات الأربع الكبرى المفتوحة للمحترفين والهواة حتى عام 1934 على الأقل، عندما تأسست بطولة الماسترز، ولم يكن لها أي وزن يذكر في عام 1953 عندما فاز بن هوجان ببطولة الماسترز، وبطولة الولايات المتحدة المفتوحة ‏، وبطولة الغولف المفتوحة. في ذلك العام، كان من المستحيل الفوز بجميع البطولات الأربع لأن بطولة بي جي إيه ‏ كانت تسبق بطولة بي جي إيه المفتوحة وتتداخل معها؛ وكانت مباريات نصف النهائي والنهائي في بطولة بي جي إيه المكونة من 36 حفرة بالقرب من ديترويت هي نفس أيام التصفيات الإلزامية المكونة من 36 حفرة في كارنوستي في اسكتلندا لبطولة بي جي إيه المفتوحة؛ وكانت الطريقة الوحيدة للتنافس في كلا الحدثين هي خسارة مباراة مبكرة في بطولة بي جي إيه. هوجان هو اللاعب الوحيد الذي فاز ببطولة الماسترز وبطولة أمريكا المفتوحة وبطولة المفتوحة في نفس العام.
في عام 1960، فاز أرنولد بالمر ببطولة الماسترز ‏ في أبريل وبطولة الولايات المتحدة المفتوحة ‏ في يونيو. وفقًا لسيرته الذاتية، حياة لاعب الغولف، فقد توصل هو وصديقه بوب درام (من صحيفة بيتسبرغ برس )، أثناء الرحلة عبر المحيط الأطلسي إلى بطولة الغولف المفتوحة في سانت أندروز، إلى فكرة إضافتها وألقاب بطولة بي جي إيه ‏ في ذلك يوليو من شأنها أن تشكل بطولة غراند سلام حديثة. انتشرت الفكرة بين وسائل الإعلام المجتمعة وانتشرت على نطاق واسع. ومع ذلك، نُشر مقال صحفي في 12 أبريل 1960 بعنوان «قد يكون هدف بالمر هو أكبر بطولة غراند سلام» وجاء فيه: «أرنولد بالمر، نجم الممرات، رسم مسارًا قد يحمله إلى أكبر بطولة غراند سلام في عالم الغولف منذ إنجاز بوبي جونز عام 1930. تجاوز اللاعب القوي من بنسلفانيا، صاحب اللمسة الذهبية في عالم الغولف، أول إنجاز له عندما فاز ببطولة الماسترز الرابعة والعشرين أمس بضربة قاضية. وتتبقى ثلاث بطولات كبرى أخرى: بطولة الولايات المتحدة المفتوحة في دنفر من 16 إلى 18 يونيو، وبطولة بريطانيا المفتوحة بمناسبة الذكرى المئوية في ملعب سانت أندروز التاريخي من 4 إلى 9 يوليو، وبطولة رابطة محترفي الغولف في أكرون، أوهايو، من 28 إلى 31 يوليو. إذا استطاع بالمر، البالغ من العمر 29 عامًا، إضافة هذه الجواهر الثلاث إلى تاج الماسترز الخاص به، فسيكون أداؤه على قدم المساواة مع أداء جونز في البطولات الكبرى هذا العام». قبل عامين ‏، تغيرت بطولة بي جي إيه إلى لعبة الضربات ‏، وبدأت تقام بعد أسبوعين من بطولة المفتوحة في عام 1960. استمرت مشاكل الجدولة طوال الستينيات حيث أقيمت آخر بطولتين كبيرتين في أسبوعين متتاليين في شهر يوليو في خمس مناسبات. أقيمت بطولة بي جي إيه في أغسطس عام 1965 ‏ ولكنها عادت لتقام في يوليو في الأعوام الثلاثة التالية. مع تشكيل قسم لاعبي البطولة في أواخر عام 1968، والذي أصبح الآن جولة بي جي إيه، انتقلت بطولة بي جي إيه إلى أغسطس في عام 1969 ‏، وباستثناء نسخة عام 1971 ‏، التي أقيمت في أواخر فبراير لتجنب حرارة الصيف في فلوريدا، استمرت في إقامتها خلال ذلك الشهر حتى عام 2018 ‏. منذ عام 2019 ‏ يتم عقده في شهر مايو.
كان تايجر وودز الأقرب للفوز ببطولة غراند سلام الحديثة من خلال حمله جميع الألقاب الأربعة الكبرى في نفس الوقت. فاز بجميع البطولات الأربع الكبرى على التوالي – بطولة الولايات المتحدة المفتوحة ‏، وبطولة المفتوحة ‏، وبطولة بي جي إيه ‏ في عام 2000، وبطولة الماسترز في عام 2001 – ولكن ليس في نفس العام التقويمي. وقد أطلق على هذا اسم تايغر سلام. في الواقع، حتى قبل أن يُحقق وودز هذا الإنجاز، دار جدلٌ واسع حول تعريف «البطولة الكبرى». قال فريد كوبلز ‏ : «لا أعرف كيف يُمكنني تبسيط الأمر أكثر... إذا فاز بجميع البطولات الأربع، فستُصبح بطولة كبرى».
فاز ستة لاعبين فقط بجميع بطولات الغولف الأربع الكبرى الحديثة في أي وقت خلال مسيرتهم المهنية، وهو الإنجاز الذي يشار إليه غالبًا باسم البطولة الكبرى في المهنة: جين سارازين ‏، وبين هوجان، وجاري بلاير، وجاك نيكلاوس، وتايجر وودز، وروري ماكلروي. فاز وودز ونيكلاوس بكل من البطولات الأربع الكبرى ثلاث مرات على الأقل.
يشير المصطلح أيضًا إلى بطولة جولة سابقة، وهي بطولة بي جي إيه الكبرى للغولف ‏، وهي بطولة سنوية خارج الموسم، تم إلغاؤها بعد بطولة عام 2014، والتي تنافس فيها الفائزون بالبطولات الأربع الكبرى.

### غراند سلام المهنية
| المعظم إجمالاً ‡ |

#### غراند سلام الأصلي
| اللاعب    | الألقاب الرئيسية | البطولات المهنية | بطولة الهواة الأمريكية ‏           | بطولة أمريكا المفتوحة       | البطولة المفتوحة    | الهواة  |
| --------- | ---------------- | ---------------- | --------------------------------- | --------------------------- | ------------------- | ------- |
| بوبي جونز | 13               | 1: 1930          | 5: 1924، 1925، 1927، 1928، 1930 ‡ | 4: 1923، 1926، 1929، 1930 ‡ | 3: 1926، 1927، 1930 | 1: 1930 |

#### غراند سلام أوائل العصر الاحترافي
تشير السنوات المكتوبة بخط عريض إلى الفوز الذي أكمل مسيرة البطولات الأربع الكبرى.
| اللاعب      | الألقاب الرئيسية | البطولة المفتوحة          | بطولة أمريكا المفتوحة | رابطة محترفي الغولف               | بطولة الغرب المفتوحة ‏           | بطولة كندا المفتوحة ‏ | بطولة متروبوليتان المفتوحة ‏ |
| ----------- | ---------------- | ------------------------- | --------------------- | --------------------------------- | ------------------------------- | -------------------- | --------------------------- |
| تومي أرمور ‏ | 3                | 1: 1931                   | 1: 1927               | 1: 1930                           | 1: 1929                         | 1: 1930              | 1: 1928                     |
| والتر هاجن  | 11               | 4: 1922، 1924، 1928، 1929 | 2: 1914، 1919         | 5: 1921، 1924، 1925، 1926، 1927 ‡ | 5: 1916، 1921، 1926، 1927، 1932 | 1: 1931              | 3: 1916، 1919، 1920         |

#### غراند سلام العصر الحديث
تشير السنوات المكتوبة بخط عريض إلى الفوز الذي أكمل مسيرة البطولات الأربع الكبرى. يشير الرقم إلى أي من البطولات الأربع الكبرى المتعددة تم إكماله بالفوز بهذا الحدث.
| اللاعب       | الألقاب الرئيسية | البطولات المهنية | الماسترز                                | بطولة الولايات المتحدة المفتوحة | البطولة المفتوحة      | بي جي إيه                          | سنوات لإكمالها أول غراند سلام |
| ------------ | ---------------- | ---------------- | --------------------------------------- | ------------------------------- | --------------------- | ---------------------------------- | ----------------------------- |
| جين سارازين ‏ | 7                | 1                | 1: 1935                                 | 2: 1922، 1932                   | 1: 1932               | 3: 1922، 1923، 1933                | 14: 1922–1935                 |
| بين هوجان    | 9                | 1                | 2: 1951، 1953                           | 4: 1948، 1950، 1951، 1953 ‡     | 1: 1953               | 2: 1946، 1948                      | 8: 1946–1953                  |
| جاري بلاير   | 9                | 1                | 3: 1961، 1974، 1978                     | 1: 1965                         | 3: 1959، 1968، 1974   | 2: 1962، 1972                      | 7: 1959–1965                  |
| جاك نيكولاس  | 18 ‡             | 3 ‡              | 6: 1963، 1965، 1966، 1972، 1975، 1986 ‡ | 4: 1962، 1967، 1972، 1980 ‡     | 3: 19661، 1970، 19783 | 5: 1963، 19712، 1973، 1975، 1980 ‡ | 5: 1962–1966                  |
| تايغر وودز   | 15               | 3 ‡              | 5: 1997، 2001، 2002، 2005، 2019         | 3: 2000، 2002، 20083            | 3: 20001، 20052، 2006 | 4: 1999، 2000، 2006، 2007          | 4: 1997–2000                  |
| روري ماكلروي | 5                | 1                | 1: 2025                                 | 1: 2011                         | 1: 2014               | 2: 2012، 2014                      | 15: 2011–2025                 |

##### لاعبون يبحثون عن العصر الحديث من غراند سلام
لقد كان العديد من اللاعبين في العصر الحديث على بعد بطولة كبرى واحدة من إكمال مسيرة البطولات الأربع الكبرى، ولم يفوزوا بها قط (اللاعبون الذين لا يزالون نشطين حتى عام 2025):
- بطولة الماسترز: لي تريفينو (6 بطولات كبرى)
- بطولة بي جي إيه: أرنولد بالمر (7)، توم واتسون (8)، جوردان سبيث (3)
- بطولة أمريكا المفتوحة: سام سنيد (7)، فيل ميكلسون (6)
- البطولة المفتوحة: بايرون نيلسون (5)، ريموند فلويد (4)

كما فاز تومي أرمور ‏ (3) وجيم بارنز ‏ (4) ووالتر هاجن (11) بثلاث من البطولات الأربع، لكنهم كانوا في نهاية مسيرتهم المهنية عندما تأسست بطولة الماسترز، ولم يكن من المتوقع أن يفوزوا بها في ذلك الوقت.

## الغولف للسيدات

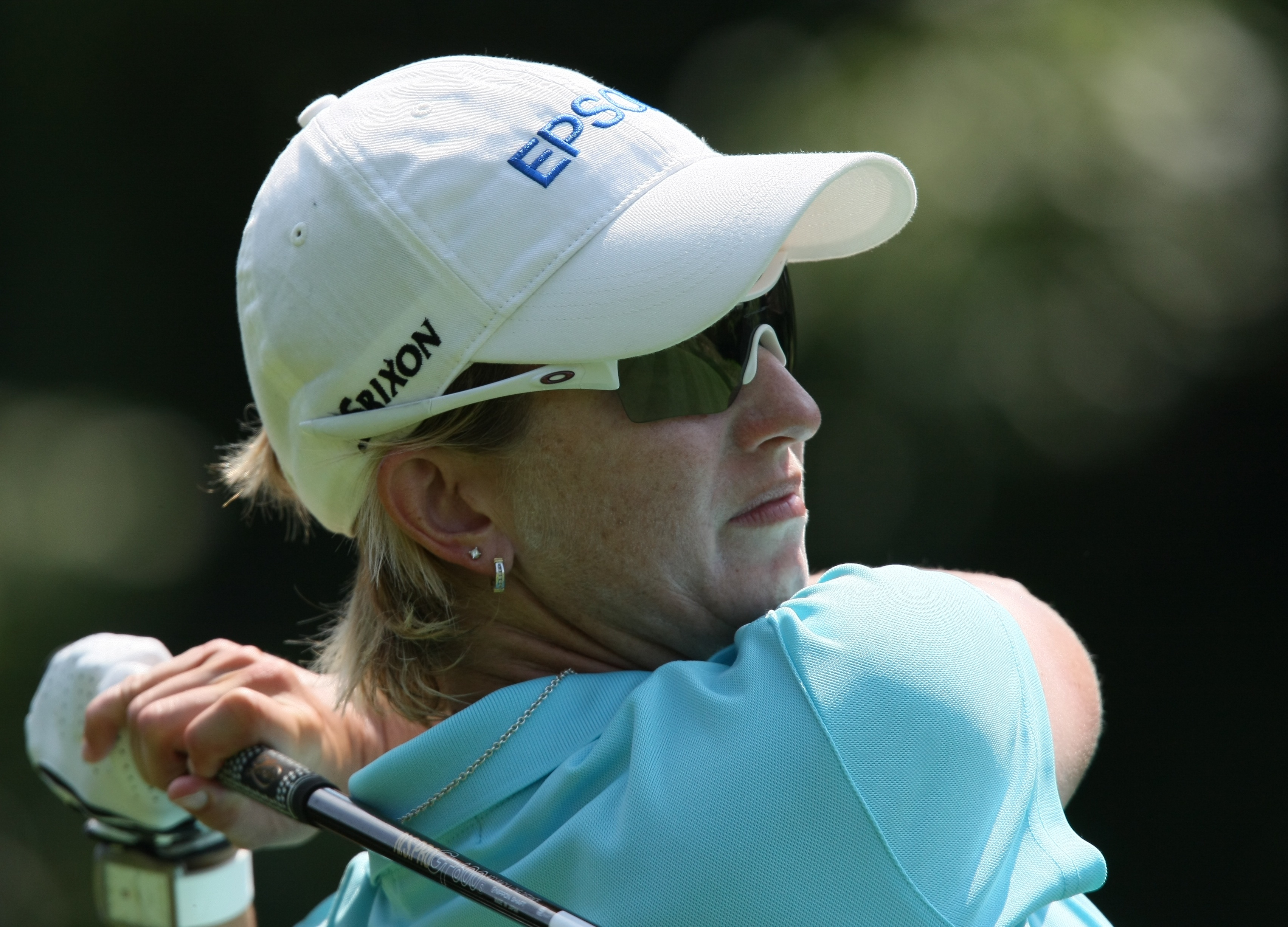
فازت كاري ويب ببطولة غراند سلام رائعة في مسيرتها المهنية.

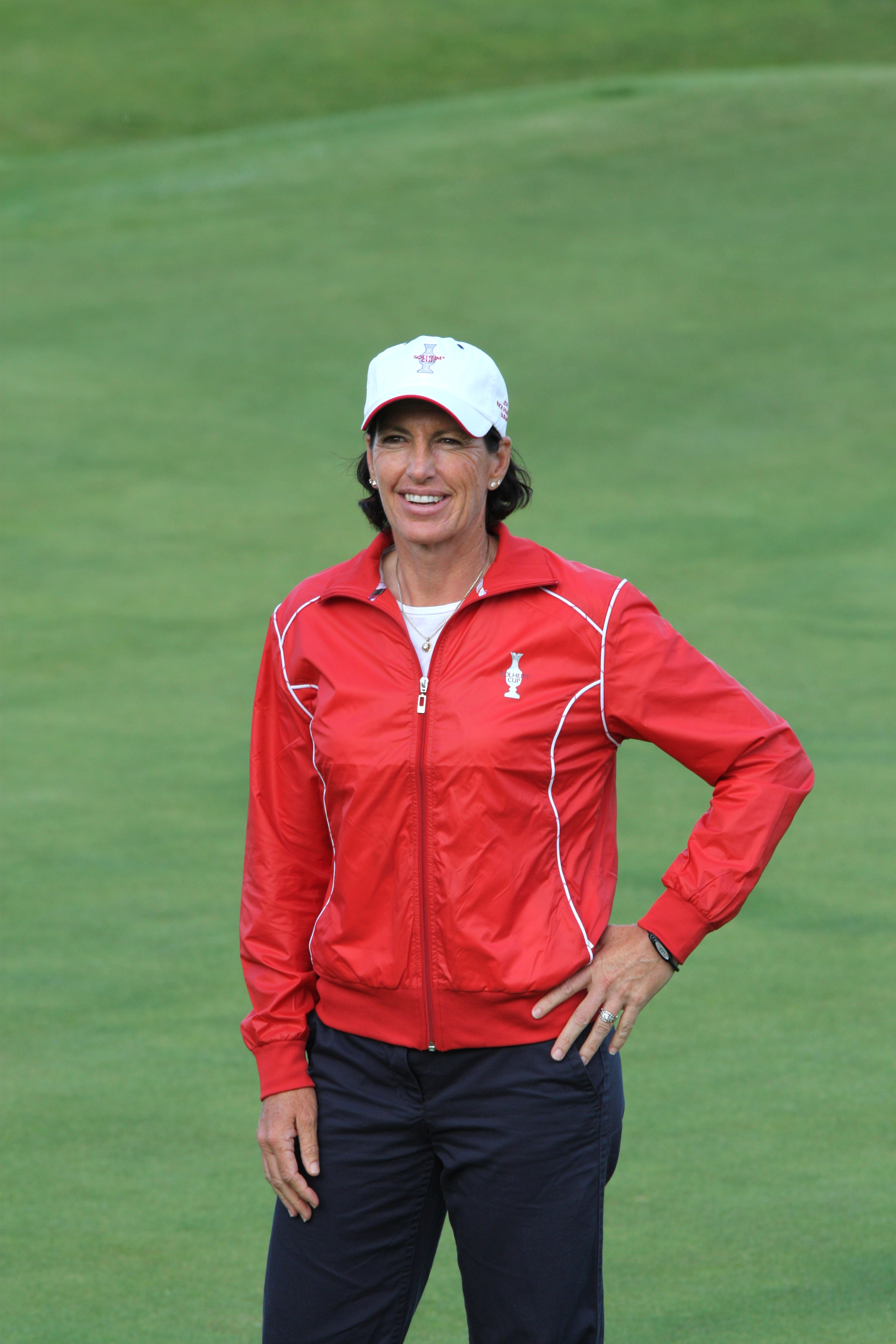
فازت ببطولة غراند سلام في مسيرتها المهنية.

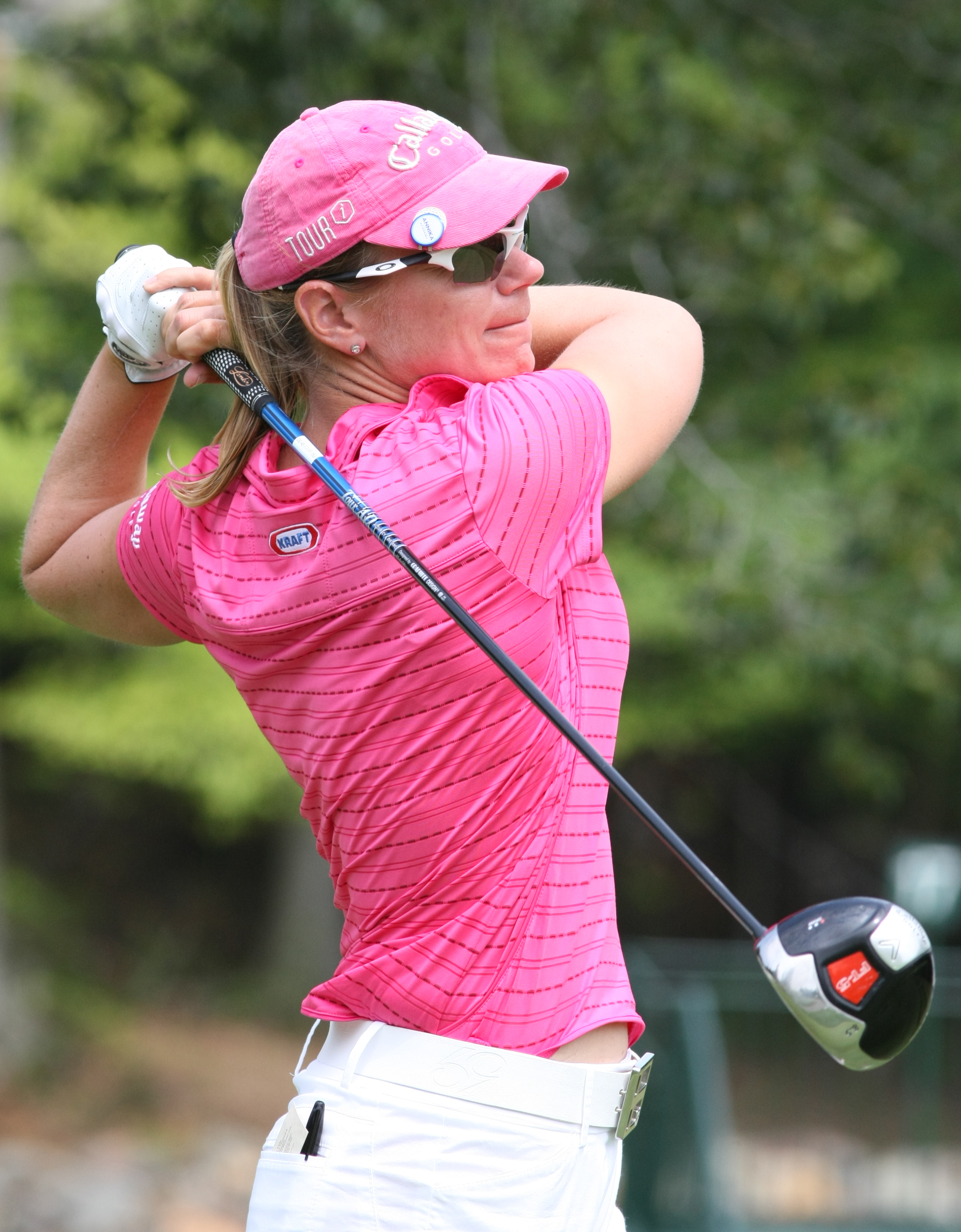
فازت أنيكا سورينستام بإحدى البطولات الأربع الكبرى في مسيرتها.

تتمتع رياضة الغولف للسيدات أيضًا بمجموعة من البطولات الكبرى ‏. لم تتمكن أي امرأة من إكمال أربع بطولات غراند سلام رئيسية في عام تقويمي واحد، لكن بيب زاهارياس فازت بالبطولات الكبرى الثلاث التي تنافست عليها في عام 1950 ‏ وفازت ساندرا هايني ‏ بكلا البطولتين الرئيسيتين في عام 1974.
تمكنت سبع سيدات من إكمال مسيرتهن في بطولة غراند سلام بفوزهن بأربع بطولات كبرى مختلفة. هناك اختلافات في مجموعة البطولات الأربع المشاركة حيث لعبت اللاعبات في عصور مختلفة، وتنوعت بطولات السيدات التي تم تعريفها بأنها «كبرى» بشكل كبير بمرور الوقت بطريقة لم تكن مماثلة في لعبة الرجال. والسبعة هم بات برادلي، وجولي إنكستر ‏، وإينبي بارك ‏، وأنيكا سورينستام، ولويز سوجز ‏، وكاري ويب، وميكي رايت. تم الاعتراف بويب بشكل منفصل من قبل رابطة لاعبات الغولف المحترفات باعتبارها الفائزة الوحيدة بلقب «غراند سلام المسيرة الرائعة» في مسيرتها المهنية، حيث إنها الوحيدة في المجموعة التي فازت بخمس بطولات مختلفة معترف بها على أنها بطولات كبرى.
على الرغم من أن جولات السيدات الأخرى، ولا سيما جولة السيدات الأوروبية (إل إيه تي) وجولة إل بي جي إيه في اليابان ‏، تعترف بمجموعة مختلفة من «البطولات الرئيسية»، فإن إل بي جي إيه الأمريكية مهيمنة للغاية في رياضة الغولف النسائية العالمية لدرجة أن عبارة «البطولات الرئيسية للسيدات»، دون مزيد من التوضيح، تعتبر في كل مكان تقريبًا بمثابة إشارة إلى بطولات إل بي جي إيه الرئيسية في الولايات المتحدة.
البطولات الخمس الكبرى الحالية هي
1. أبريل – بطولة شيفرون  [لغات أخرى]‏ (الأسبوع الذي ينتهي في الأحد الأول من أبريل) – أسستها دينا شور، وهي تُذكر بشكل خاص بالفائزين الذين يقفزون «في البحيرة» في الماء المحيط بالمنطقة الخضراء الثامنة عشر، والتي تُسمى أيضًا «السترة الخضراء لرابطة لاعبات الغولف المحترفات» في إشارة إلى الحفل الذي يُقام في بطولة الماسترز. على غرار بطولة الماسترز، تقام في نفس المكان كل عام. تم استضافته في الأصل بواسطة ميشن هيلز كانتري كلوب  [لغات أخرى]‏ في رانشو ميراج، كاليفورنيا، من عام 1983 إلى عام 2022، ويقام حاليًا في النادي في كارلتون وودز في ذا وودلاندز، تكساس منذ عام 2023.
2. يونيو – بطولة الولايات المتحدة المفتوحة للسيدات  [لغات أخرى]‏ (منذ عام 2019، تنتهي في أول يوم أحد من شهر يونيو) – تستضيفها رابطة الغولف الأمريكية  [لغات أخرى]‏، وتُقام في ملاعب غولف مختلفة في جميع أنحاء البلاد. يعتبرها البعض أكبر بطولة كبرى في بطولة رابطة لاعبات الغولف المحترفات، على الرغم من حقيقة أنها غير معتمدة من قبل الجولة الأوروبية للسيدات. يتم عقده في دورات مختلفة في جميع أنحاء الولايات المتحدة.
3. يونيو – بطولة كيه بي إم جي للسيدات بي جي إيه (منذ عام 2019، بعد ثلاثة أسابيع من بطولة الولايات المتحدة المفتوحة للسيدات) – تستضيفها رابطة بي جي إيه الأمريكية منذ عام 2015 وتُقام في مواقع مختلفة في الولايات المتحدة.
4. يوليو – بطولة إيفيان  [لغات أخرى]‏ (الأسبوع الذي ينتهي في الأحد الأخير من يوليو) – حدث أقيم في فرنسا وكان يُعرف تاريخيًا باسم بطولة إيفيان ماسترز وأصبح البطولة الخامسة الكبرى لرابطة لاعبات الغولف المحترفات في عام 2013. [7] كانت البطولة حدثًا رئيسيًا في جولة إل إيه تي منذ إنشائها في عام 1994، وتم اعتمادها كحدث منتظم في جولة إل بي جي إيه من عام 2000 إلى عام 2012. قبل عام 2019، كان يقام في شهر سبتمبر.
5. أغسطس – بطولة إيه آي جي للسيدات المفتوحة (أسبوع الأحد الأول من أغسطس) – تستضيفها شركة آر & إيه، التي استوعبت المشغل السابق للحدث، اتحاد الغولف للسيدات  [لغات أخرى]‏، في أواخر عام 2016. على عكس بطولة الرجال المفتوحة، لم يعتمد كل من إل جي يو وآر & إيه سياسة ربط الدورات فقط، على الرغم من أن الحدث كان يُقام عادةً على دورات الروابط في القرن الحادي والعشرين. شهد عام 2007  [لغات أخرى]‏ انعقاد البطولة للمرة الأولى في ما يعتبره الكثيرون أعظم ملعب للغولف في العالم، وبالتأكيد الأكثر تاريخية، وهو الملعب القديم في سانت أندروز. في عام 2009، تم نقله إلى موعد بعد ثلاثة أسابيع من بطولة الولايات المتحدة المفتوحة للسيدات. أقيمت نسخة 2012 في شهر سبتمبر لتجنب التعارض مع دورة الألعاب الأولمبية الصيفية 2012 في لندن؛ وفي عام 2013، عادت إلى موعدها الحالي آنذاك في يوليو/أغسطس؛ وفي عام 2019، تم تحديدها لتكون في الأسبوع الذي يلي بطولة إيفيان. قبل عام 2013، كانت هذه البطولة الوحيدة التي تم اعتمادها كبطولة رئيسية من قبل كل من رابطة لاعبات الغولف المحترفات (إل بي جي إيه) ورابطة لاعبات الغولف المحترفات (إل إيه تي).

### غراند سلام المهنية للسيدات
| المعظم إجمالاً ‡ |

#### سوبر غراند سلام
| اللاعب   | الألقاب الرئيسية | البطولات المهنية | شيفرون        | رابطة لاعبات الغولف المحترفات ‏ | بطولة الولايات المتحدة المفتوحة للسيدات ‏ | دو مورييه ‏ | بطولة السيدات المفتوحة ‏ |
| -------- | ---------------- | ---------------- | ------------- | ------------------------------ | ---------------------------------------- | ---------- | ----------------------- |
| كاري ويب | 7                | 1                | 2: 2000، 2006 | 1: 2001                        | 2: 2000، 2001                            | 1: 1999    | 1: 2002                 |

#### حاملو الألقاب/الحقبة الغربية المفتوحة
| اللاعب     | الألقاب الرئيسية | البطولات المهنية | نساء غربية ‏               | رابطة لاعبات الغولف المحترفات | بطولة الولايات المتحدة المفتوحة للسيدات ‏ | حامل اللقب ‏               |
| ---------- | ---------------- | ---------------- | ------------------------- | ----------------------------- | ---------------------------------------- | ------------------------- |
| ميكي رايت  | 13               | 2 ‡              | 3: 1962، 1963، 1966       | 4: 1958، 1960، 1961، 1963 ‡   | 4: 1958، 1959، 1961، 1964 ‡              | 2: 1961، 1962             |
| لويز سوغز ‏ | 11               | 1                | 4: 1946، 1947، 1949، 1953 | 1: 1957                       | 2: 1949، 1952                            | 4: 1946، 1954، 1956، 1959 |

#### حقبة دو مورييه الكلاسيكية
| اللاعب       | الألقاب الرئيسية | البطولات المهنية | كرافت نابيسكو | رابطة لاعبات الغولف المحترفات | بطولة الولايات المتحدة المفتوحة للسيدات ‏ | دو مورييه ‏            |
| ------------ | ---------------- | ---------------- | ------------- | ----------------------------- | ---------------------------------------- | --------------------- |
| جولي إنكستر ‏ | 7                | 1                | 2: 1984، 1989 | 2: 1999، 2000                 | 2: 1999، 2002                            | 1: 1984               |
| بات برادلي   | 6                | 1                | 1: 1986       | 1: 1986                       | 1: 1981                                  | 3: 1980، 1985، 1986 ‡ |

#### حقبة بطولة بريطانيا المفتوحة للسيدات
| اللاعب          | الألقاب الرئيسية | البطولات المهنية | كرافت نابيسكو         | رابطة لاعبات الغولف المحترفات | بطولة الولايات المتحدة المفتوحة للسيدات ‏ | بطولة السيدات المفتوحة ‏ |
| --------------- | ---------------- | ---------------- | --------------------- | ----------------------------- | ---------------------------------------- | ----------------------- |
| أنيكا سورينستام | 10               | 1                | 3: 2001، 2002، 2005 ‡ | 3: 2003، 2004، 2005           | 3: 1995، 1996، 2006                      | 1: 2003                 |

#### حقبة بطولة إيفيان
| اللاعب       | الألقاب الرئيسية | البطولات المهنية | شيفرون  | بطولة بي جي إيه للسيدات ‏ | بطولة الولايات المتحدة المفتوحة للسيدات ‏ | بطولة السيدات المفتوحة ‏ | بطولة إيفيان ‏ |
| ------------ | ---------------- | ---------------- | ------- | ------------------------ | ---------------------------------------- | ----------------------- | ------------- |
| إنبي بارك ‏ أ | 7                | 1                | 1: 2013 | 3: 2013، 2014، 2015      | 2: 2008، 2013                            | 1: 2015                 | –             |

A تُعرف إنبي بارك بتحقيقها للبطولات الأربع الكبرى في مسيرتها المهنية لفوزها بأربع بطولات كبرى مختلفة، على الرغم من أن بطولة إيفيان قد تم تصنيفها منذ ذلك الحين كبطولة كبرى خامسة.

## غولف الكبار
تشتمل رياضة الغولف لكبار السن (أي من هم فوق سن 50 عامًا) أيضًا على مجموعة من البطولات الكبرى ‏. كما هو الحال مع التخصصات النسائية، فإن التخصصات العليا ليست معترف بها عالميًا. ومع ذلك، نظرًا لأن بطولة أبطال جولة بي جي إيه ‏ التي تتخذ من الولايات المتحدة مقراً لها تهيمن بشكل كبير على رياضة الغولف لكبار السن في جميع أنحاء العالم، فإن قائمة بطولاتها الكبرى هي الأكثر شهرة على الإطلاق.
على عكس البطولات الأربع الكبرى السائدة للرجال والسيدات (حتى عام 2013)، فإن نسخة كبار السن (كما هو معترف بها من قبل أبطال جولة رابطة محترفي الغولف الأمريكية) تحتوي الآن على خمس فعاليات.
وفقاً للترتيب الحالي للعب، فإن البطولات الخمس الكبرى هي
1. التقليد (ينتهي في الأحد الثالث أو الرابع من شهر مايو، حسب التقويم)
2. بطولة بي جي إيه للكبار  [لغات أخرى]‏ (بعد أسبوع واحد من التقليد؛ تنتهي في اليوم السابق لعطلة يوم الذكرى في الولايات المتحدة، والتي يتم الاحتفال بها في آخر يوم اثنين من شهر مايو)
3. بطولة اللاعبين الكبار  [لغات أخرى]‏ (تنتهي يوم الأحد الأخير من شهر يونيو أو يوم الأحد الأول من شهر يوليو، حسب التقويم)
4. بطولة الولايات المتحدة المفتوحة للكبار (تنتهي يوم الأحد في شهر يوليو قبل أسبوعين من بطولة الولايات المتحدة المفتوحة للكبار)
5. بطولة الكبار المفتوحة  [لغات أخرى]‏ (تنتهي يوم الأحد الأخير من شهر يوليو)

تعد بطولة بي جي إيه للكبار أقدم بطولات الكبار على الإطلاق، حيث تم تأسيسها في عام 1937، أي قبل عقود من تأسيس بطولة أبطال جولة بي جي إيه (كبطولة جولة بي جي إيه للكبار) في عام 1980 ‏. تأسست جميع الأحداث الأخرى في ثمانينيات القرن العشرين – بطولة الولايات المتحدة المفتوحة للكبار في عام 1980، وبطولة اللاعبين الكبار في عام 1983 ‏، وبطولة الكبار المفتوحة في عام 1987، وبطولة التقاليد في عام 1989 ‏. شهد هذا العصر نجاحاً تجارياً كبيراً في رياضة الغولف لكبار السن، حيث وصل نجوم الغولف الأوائل في عصر التلفزيون، مثل أرنولد بالمر وجاري بلاير، إلى الخمسينيات من عمرهم. ومع ذلك، لم يتم الاعتراف ببطولة الكبار المفتوحة باعتبارها بطولة كبرى للكبار في الولايات المتحدة حتى عام 2003 ‏.
يقع استقرار البطولات الكبرى في الغولف للكبار في مكان ما بين الغولف السائد للرجال وبطولة إل بي جي إيه:
- لم تتغير قائمة البطولات الرئيسية الرئيسية للرجال منذ أن تم الاعتراف بمفهوم ”البطولات الأربع الكبرى“ الاحترافية بشكل عام. تباين عدد البطولات المعترف بها من قبل رابطة محترفي الغولف الأمريكي للمحترفين على أنها بطولات كبرى، وكذلك هوية هذه الأحداث، بشكل كبير على مر العقود. لم تعد بطولتان كانتا تُعتبران من البطولات الرئيسية في رابطة محترفات الغولف الأمريكي للمحترفات لم تعدا موجودتين، وفقدت بطولة ثالثة مكانتها الرئيسية ولكنها لا تزال قائمة كحدث دوري منتظم. أما في الغولف للكبار، فقد تغير عدد البطولات الكبرى على مر السنين، ولكن دائمًا ما كان ذلك بإضافة بطولة كبرى جديدة.
- من حيث الجدولة داخل الموسم، كانت البطولات الكبرى أقل استقرارًا بكثير من بطولات الغولف للرجال أو بطولات الغولف للسيدات المحترفات، وخاصة في السنوات الأخيرة. باستثناء بطولة بي جي إيه التي أقيمت لمرة واحدة في فبراير 1971، أقيمت البطولات الكبرى بنفس الترتيب، وفي نفس الأسابيع تقريبًا من العام، من عام 1969 إلى عام 2018، وبعد ذلك انتقلت بطولة بي جي إيه إلى عطلة نهاية الأسبوع التي تسبق يوم الذكرى. في رياضة الغولف للسيدات، استقر جدول البطولات الكبرى في السنوات الأخيرة، مع بعض التغييرات الطفيفة في التواريخ ولكن دون تغيير في الترتيب. ومع ذلك، في لعبة الغولف لكبار السن، تغير ترتيب البطولات الكبرى خمس مرات منذ عام 2006. أقيمت بطولة اللاعبين الكبار في يوليو 2006، ثم انتقلت إلى أكتوبر 2007، ثم أغسطس 2011، ثم أواخر يونيو/أوائل يوليو 2012. كان التقليد يقام في السابق في أواخر أغسطس، ثم انتقل إلى أوائل مايو في عام 2011، ثم إلى منتصف يونيو في عام 2012، ثم إلى منتصف مايو في عام 2013. انتقلت بطولة الولايات المتحدة المفتوحة للكبار من منتصف يوليو إلى أغسطس في عام 2008؛ ثم عادت إلى منتصف يوليو في عام 2012. احتفظت بطولة بي جي إيه للكبار وبطولة Senior Open بمواعيدهما (أواخر مايو وأواخر يوليو على التوالي) طوال هذه الفترة.

لم يتمكن أي رجل على الإطلاق من الفوز بجميع البطولات الكبرى التي تم التنافس عليها في عام واحد، حتى في الفترة ما بين عامي 1980 و1982 عندما كانت هناك بطولتان كبيرتان فقط للكبار. برنهارد لانجر هو الرجل الوحيد الذي فاز بجميع البطولات الخمس الكبرى الحالية في مسيرته، حيث أكمل مسيرته بالفوز ببطولة بي جي إيه للكبار وبطولة الكبار المفتوحة في عام 2017. فاز ميلر باربر بكل من بطولتي الكبار في الفترة من 1980 إلى 1982، بطولة بي جي إيه للكبار وبطولة الولايات المتحدة المفتوحة للكبار، خلال تلك الفترة، وفاز ببطولة كبار اللاعبين الافتتاحية في عام 1983. ظلت هذه البطولات الثلاث هي البطولات الكبرى الوحيدة حتى أقيمت بطولة Tradition لأول مرة في عام 1989. قبل تأسيس التقليد، أكمل بالمر وبلاير أيضًا بطولة Grand Slam لكبار السن في تلك الحقبة. ومع ذلك، لم يتمكن باربر، ولا بالمر، ولا بلاير من الفوز بجائزة التقليد على الإطلاق.
جاك نيكلاوس هو اللاعب الوحيد الآخر الذي أكمل بطولة غراند سلام للكبار في أي عصر، وقد فعل ذلك في أول عامين له في الجولة للكبار. في عامه الأول من الأهلية في عام 1990 ‏، فاز ببطولة التقليد وبطولة اللاعبين الكبار. في العام التالي ‏، دافع عن لقبه التقليدي وفاز ببطولة بي جي إيه للكبار وبطولة الولايات المتحدة المفتوحة للكبار. ومع ذلك، فشل في الدفاع عن لقبه كلاعب كبير وبالتالي فقد فرصة الفوز ببطولة غراند سلام في العام المقبل.
لانجر ونيكلاوس هما اللاعبان الوحيدان اللذان فازا بأربعة أو أكثر من البطولات الكبرى المختلفة خلال مسيرتهما المهنية. على الرغم من أن نيكولاس لم يفز أبداً ببطولة الكبار المفتوحة، إلا أن هذا الحدث لم يتم الاعتراف به كبطولة كبرى للكبار في الولايات المتحدة حتى عام 2003، وهو العام الوحيد الذي شارك فيه في هذه البطولة. فاز اللاعب ببطولة الكبار المفتوحة ثلاث مرات قبل عام 2003، عندما كانت تعتبر بطولة كبرى من قبل الجولة الأوروبية لكبار السن ‏ ولكن ليس من قبل الدائرة المعروفة الآن باسم أبطال جولة بي جي إيه.

### أبطال جولة رابطة لاعبي الغولف المحترفين غراند سلام المهنية
| المعظم إجمالاً ‡ |

| اللاعب        | تخصصات الكبار | غراند سلام المهنية | التقليد                    | كبار لاعبي الغولف المحترفين ‏ | بطولة أمريكا المفتوحة للكبار ‏ | اللاعبون الكبار ‏     | بطولة الكبار المفتوحة ‏                |
| ------------- | ------------- | ------------------ | -------------------------- | ---------------------------- | ----------------------------- | -------------------- | ------------------------------------- |
| برنهارد لانجر | 12‡           | 1                  | 2: 2016، 2017              | 1: 2017                      | 2: 2010، 2023                 | 3‡: 2014، 2015، 2016 | 4‡: 2010، 2014، 2017، 2019            |
| جاك نيكلاوس   | 8             | 1                  | 4‡: 1990، 1991، 1995، 1996 | 1: 1991                      | 2: 1991، 1993                 | 1: 1990              | غير معترف به كتخصص رئيسي في ذلك الوقت |

## الملاحظات والمراجع
1. ↑  Nicklaus، Jack (1977). My Story (ط. trade paperback edition released, July 2007). New York, New York: Simon & Schuster. ص. 109. ISBN:9780684836287.
2. ↑  "Pair Of Detroit Pros New Holders Of 'Grand Slam' Of Golf Tourneys". The Kingston Daily Freeman. AP. 24 يوليو 1931. ص. 18. مؤرشف من الأصل في 2025-05-30. اطلع عليه بتاريخ 2025-04-21 – عبر Newspapers.com.
3. ↑  Cited by: Newport، John Paul (19 يوليو 2008)، "Mr. O'Meara's Neighborhood"، The Wall Street Journal، مؤرشف من الأصل في 2021-03-08
4. ↑  "Biggest Grand Slam May Be Palmer Goal". نيويورك ديلي نيوز. 12 أبريل 1960. مؤرشف من الأصل في 2025-04-14. اطلع عليه بتاريخ 2024-09-01 – عبر Newspapers.com.
5. ↑  Spousta، Tom (13 أبريل 2005). "Tiger's Masters victory fuels new talk of calendar Slam". USA Today. مؤرشف من الأصل في 2009-04-17.
6. ↑  "How many chances it usually takes to win golf's grand slam". PGA of America. 4 أغسطس 2018. مؤرشف من الأصل في 2025-01-22. اطلع عليه بتاريخ 2025-04-15.
7. ↑  "LPGA Adds The Evian as a Major Championship in 2013" (Press release). LPGA. 20 يوليو 2011. مؤرشف من الأصل في 2025-03-15. اطلع عليه بتاريخ 2011-07-29.
8. ↑  Kay، Emily (3 أغسطس 2015). "Inbee Park's Women's British Open win sparks 'career grand slam' debate". SB Nation. مؤرشف من الأصل في 2025-03-18. اطلع عليه بتاريخ 2015-08-03.